# Acklimatisering
Acklimatisering kallas den process, eller resultatet av denna process, då en organisms fysiologiska funktioner anpassas till förändringar i dess omgivning. 
Detta sker för att bättre klara temperaturförändringar, kostförändringar eller annan stress, ofta orsakade av årstidsförändringar. Acklimatiseringen är en snabb process som oftast sker inom veckor, till exempel djur som byter till vinter-/sommarpäls. Acklimatisering under en längre tid kan leda till fysiska anpassningar.

## Människan
Om människor flyttar från en kall till en varm miljö (eller vice versa), kan det ta en vecka för kroppen att acklimatisera sig. En människa som har acklimatiserat sig i en varm miljö kommer att svettas mer, utsöndra mindre salter, ha lägre puls och lägre kroppsytetemperatur än en människa i en kall miljö. Detta skyddar mot värmerelaterade sjukdomar som värmeslag och kramp.
Människor anpassar sig också till hög höjd och denna acklimatisering kan pågå i flera år. De som under lång tid bor på hög höjd kan få större lungvolym  och större mängd röda blodkroppar i blodet, för att kompensera för det minskade syrgastrycket.